# Točník (przystanek kolejowy)
Točník – przystanek kolejowy w Klatovach, w dzielnicy Točník, w kraju pilzneńskim, w Czechach. Położony jest na wysokości 405 m n.p.m.
Na przystanku nie ma możliwości zakupu biletu, a obsługa podróżnych odbywa się w pociągu. 

## Linie kolejowe
- 183 Plzeň - Klatovy - Železná Ruda-Alžbětín